# Shurugwi
Shurugwai (do 1982 r. Selukwe) – miasto w Zimbabwe, w prowincji Midlands. W 2006 r. miasto to zamieszkiwało 17 000 osób.